# 吉林丘陵
吉林丘陵是长白山地的一部分，位于中華人民共和國吉林省中东部。

## 组成
吉林丘陵由3列并行山岭组成：东为张广才岭、威虎岭、富尔岭和龙岗山脉；中为老爷岭和吉林哈达岭；西为大黑山脉。

## 地形地势
吉林丘陵一般海拔300米-600米，相对高度50米-400米；超过千米的山峰很少，山势大多平缓浑圆。低山丘陵与盆地、谷地相间分布，盆地、谷地较宽阔。

## 经济
如吉林市、梅河口、桦甸、蛟河、新站等，均以富庶著称，被誉为“山间谷仓”，是吉林省开发较早的地区。
坡地以旱田为主，多种植玉米、大豆。沟谷平原多辟为水田，是省内主要的水稻产区。林副业发达，多养鹿养蜂、种植烟草和人参。